# 龙江站 (福州)
龍江站（福州話：/lyŋ˥˥ ŋøyŋ˥˥/）位于中华人民共和国福建省福州市仓山区方岐洲路，是福州地铁5号线的地铁车站，于2023年8月27日启用。

## 车站结构
龍江站位于方岐洲路下方，沿道路东西向敷，长206米，宽19.7米，为单柱双跨、局部双柱三跨地下二层车站。
| 地面层   | 出入口                               |  | 出入口                               |
| 地下一层 | 站厅                                 |  | 票务服务、自动售票机                 |
| 地下二层 | 1                                    |  | 5号线 往荆溪厚屿（前錦）             |
| 地下二层 | 岛式站台，列车运行方向左侧的车门打开 |  |                                      |
| 地下二层 | 2                                    |  | 5号线 往福州火车南站（福州火車南站） |

### 出入口与周边
| 龍江站出入口信息            | 龍江站出入口信息 | 龍江站出入口信息 | 龍江站出入口信息 |
| --------------------------- | ---------------- | ---------------- | ---------------- |
|                             |                  |                  |                  |
| 编号                        | 设施             | 位置             | 接驳交通         |
| 出口 · B                    |                  | 车站西北口       |                  |
| 出口 · C                    |                  | 车站西南口       |                  |
| 注： 设有电梯 \| 设有卫生间 |                  |                  |                  |

## 历史
- 2016年7月20日，于福州市轨道交通5号线一期工程环境影响评价第一次公示中提及於龍江设置站點。[5][6]
- 2017年12月10日，龍江站围挡施工。
- 2018年4月3日，前龍江站基坑开挖。
- 2019年8月13日，龍江站基坑开挖完成。
- 2023年8月27日，龍江站启用。[2]